# Алкантариља
Алкантариља (шп. Alcantarilla) град је у Шпанији у аутономној заједници Регион Мурсија. Према процени из 2017. у граду је живело 41 155 становника.

## Становништво
Према процени, у граду је 2017. живело 41 155 становника.
| 2017.  |
| ------ |
| 41.155 |